# 무균돼지
무균돼지는 인간의 장기이식용으로 연구, 개발되고 있는 균이 없는 돼지를 말한다. 무게가 100kg 정도에 불과해 미니어처피그로도 불린다. 
돼지의 장기는 생리현상과 구조가 사람 장기와 80~90% 비슷한 것으로 평가되고 있고, 치명적인 전염병을 전파할 가능성도 작은 것으로 전문가들은 분석하고 있다. 
미국 시카고대학의 김윤범 교수가 무균 상태의 면역 반응을 연구하기 위해 1960년부터 연구를 시작했고, 1973년 세계 최초로 무균돼지 생산에 성공하였다. 무균돼지는 수많은 교배를 통해 무균 특성을 강화해야 하기 때문에 사육에 상당히 오랜 시간이 걸린다. 김윤범 교수는 2003년 완전무균상태의 미니돼지를 황우석 교수팀에게 무상으로 제공했다.
또한 조선민주주의인민공화국에서는 통치자 김정은과 그 측근들의 식량으로 이용하기 위해 사육하기도 한다.